# Mórockarcsa
Mórockarcsa (szlovákul Moravské   Kračany) Egyházkarcsa településrésze, egykor önálló falu Szlovákiában, a Nagyszombati kerületben, a Dunaszerdahelyi járásban. A Karcsák falucsoport része.

## Fekvése
Dunaszerdahelytől 4 km-re délnyugatra fekszik.

## Története
A település a 13. században keletkezett, nevének előtagját az egykor itt élt Mórocz családról kapta. A család tagjait oklevél először 1394-ben említi filius Ladislai de Moroz Janos Karcha alakban.
Egy 1396. március 7-én kelt oklevél a karcsai nemzetségek között újra megemlíti a Móroczokat, névszerint a Karcsai Mórocz János nemzetségéből származó László fia Domonkost (Dominicus filius Ladislai de Moroch Janos Karcha). Kezdetben Pozsony várának tartozéka, később az esztergomi érsekség birtoka volt.
Fényes Elek szerint "Karcsa (Morócz-), magyar falu, Pozsony vmegyében: 152 kathol., 6 zsidó lak."
A trianoni békeszerződésig Pozsony vármegye Dunaszerdahelyi járásához tartozott.

## Népessége
1910-ben 136, túlnyomórészt magyar anyanyelvű lakosa volt.
2001-ben Egyházkarcsának 1162 lakosából 1078 magyar és 64 szlovák volt.

## Külső hivatkozások
- Községinfó
- Egyházkarcsa Szlovákia térképén
- Képes ismertető